# Plectris comata
Plectris comata är en skalbaggsart som beskrevs av Blanchard 1850. Plectris comata ingår i släktet Plectris och familjen Melolonthidae. Inga underarter finns listade i Catalogue of Life.